# Kill This Love (歌曲)
〈Kill This Love〉是韓國女子音樂組合BLACKPINK的歌曲，收錄於她們的第二張同名迷你專輯中，作為專輯的首發主打單曲由Genie音樂、YG Plus和新視鏡唱片於2019年4月5日釋出。歌曲是由泰迪、Bekuh BOOM、R.Tee和24共同創作，泰迪亦是這首歌曲的製作人。
〈Kill This Love〉獲得了反響不一的評價。部分樂評人讚賞成員的聲線成長、歌曲的旋律及舞蹈充滿張力，部分則批評這首歌了無新意。這首歌曲還被拿來與BLACKPINK上一首歌曲〈Ddu-Du Ddu-Du〉做比較，認為未有突破。歌曲發行後獲得商業上的成功，成為她們在美國的《告示牌》百大單曲榜和英國單曲排行榜第3首進榜歌曲及排名最高的歌曲，刷新了韓國女歌手的紀錄。在法國、德國、加拿大、愛爾蘭、奧地利等國家的排行榜也佔有一席之位。

## 背景及發行
隨著BLACKPINK即將發佈的迷你專輯的視覺概念趨於完整，作為專輯的主打單曲也隨之公開，它在2019年4月1日被揭曉，其名稱與專輯《Kill This Love》同名。同步公開的預告影片也進一步讓歌迷搶先一窺單曲可能的面貌，釋出的兩部影片先由Lisa與Jennie打頭陣，4月2日則公開Jisoo、Rosé，四部前導預告片由四名成員各自演繹不同的氛圍。而在出演美國電臺節目102.7 KIIS FM《JoJo On The Radio》主持人邀請BLACKPINK向美國聽眾介紹新曲時，BLACKPINK揭示了將歌曲命名為「Kill This Love」的原因，以及所要傳達的訊息：「正如歌名，傳遞的是希望了斷該死的愛。演唱這首歌，讓我們變得更加自信了。」
由於美國環球音樂方面的要求，為顧及到海外市場，歌曲的發行時間將不同於以往，這首歌會與同名專輯中的其它收錄曲在4月5日晚間0時（KST）發行，海外方面則在各個國家的標準時間4月5日0時釋出，而時差比韓國快的國家會在韓國標準時同步首發，以避免音源提前洩漏。

## 構成
〈Kill This Love〉是一首融入嘻哈元素的電子流行流派歌曲，時長3分9秒，歌曲的曲子由YG娛樂的音樂製作人泰迪和The Black Label音樂工作室製作人R.Tee、24和Bekuh BOOM共同作曲，泰迪與Bekuh BOOM也同時為這首歌填詞。
在音樂性上，這首單曲的伴奏主要以簧片銅管樂器和雄偉鼓聲組成。〈Kill This Love〉以D小調創作，是一首快板的
拍歌曲，每分鐘達132個節拍，BLACKPINK在歌曲的音域範圍由最低C4到最高E♭5，而音樂的和弦進程則為B♭–Gm–Dm–F。在此旋律中，BLACKPINK成員們的饒舌和歌唱貫穿其中，《日間體育》的鄭宥娜認為這將她們獨有的音樂色彩明確的呈現在觀眾面前。歌詞方面，〈Kill This Love〉是一首主要闡述愛情的兩面向、速食愛情和被這段戀情所傷後自强的歌曲。
而除了上述的詞曲創作，一如往常，作為專輯主打單曲的〈Kill This Love〉同樣也加入了舞蹈帶來表演形式上的視覺呈現，由Kyle、梁鉉錫和紐西蘭籍的Kiel Tutin等編舞家協力完成，YG娛樂稱〈Kill This Love〉編舞是以比早前BLACKPINK呈現的任何歌曲編舞更動感的表演形式構思的，《OSEN》的金恩雅讚賞配合〈Kill This Love〉強烈的音響效果，舞蹈動作充滿動力，音樂和舞蹈表演完美結合。

## 音樂錄影帶
〈Kill This Love〉的音樂錄影帶由徐賢勝導演負責執導拍攝，在4月5日於發行線上音源的同時，也在影音分享網站向大眾釋出了該影片。影片中部分場景來自成員的構想，包括由Rosé在概念會議上提出的開車的戲份。
錄影帶發佈後，〈Kill This Love〉創下YouTube上多項記錄。根據一位YouTube代表的說法，影片上線即在YouTube推出的服務「YouTube首映式」創造了史上最大的YouTube首映的歷史記錄，超過979,000人次同時在線觀看的峰值，YouTube還在官方Twitter上發文證實，〈Kill This Love〉刷新首24小時觀看次數最多的音樂錄影帶紀錄，點閱數達到5670萬次，成為全球首日觀看最多的影片。此外，它同時還是YouTube上最快突破1億觀看次數的影片，僅用時大約2天14時，打破了PSY在2013年憑〈紳士〉創下的2天16時的紀錄。後兩項紀錄分別維持至2019年4月12日、13日。

## 現場表演
BLACKPINK進行了多場現場表演以宣傳歌曲。在〈Kill This Love〉發行的次日，她們隨即登上文化廣播公司（MBC）旗下節目《Show! 音樂中心》作為在音樂節目表演這首歌曲的第一場回歸舞臺，轉天也在SBS音樂放送節目《人氣歌謠》進行演出。於韓國首演後，BLACKPINK便前往美國開展廣泛的宣傳活動，包括於科切拉音樂節、談話性節目《詹姆斯柯登深夜秀》帶來〈Kill This Love〉的現場表演。此外，BLACKPINK正在進行的In Your Area世界巡迴演唱會也從第二巡迴階段北美洲起，將〈Kill This Love〉加入至各場次的表演歌單中。

## 商業成績
2019年4月5日，〈Kill This Love〉作為同名迷你專輯的首單釋出，這支單曲在發行後為BLACKPINK帶來不少榮譽，在Spotify上以單日531萬的串流媒體播放量超過了任何韓國藝人，以其播放量位列「全球前50名」第4名的名次也是在當時韓國流行音樂中最高的排名，後由男子組合防彈少年團刷新其記錄。BLACKPINK也憑〈Kill This Love〉成為了韓國首組在美國iTunes歌曲類別奪冠的女團，同時這是繼2004年天命真女憑藉〈無法喘息〉後睽違15年再有女子組合登頂。除了在美國空降冠軍之外，單曲還在加拿大、墨西哥、俄羅斯、瑞典、葡萄牙、阿根廷、巴西等36個國家和地區排在榜首，並以單日最高銷量及最多串流媒體播放次數在全球歌曲榜上奪得了冠軍，歐洲歌曲榜則取得了第2名的成績。
韓國方面由於音源榜單的改制，在零時發售的音源將在翌日下午1時才開始統計，因此〈Kill This Love〉在國內的數位銷售表現未能立即反應在即時榜單上，儘管如此，它仍然在發行的次日摘得韓國主要音樂網站Bugs、Mnet、Naver、Soribada等音源排行榜冠軍，而根據MelOn公開的收聽人數，這首單曲的音源在釋出後首24小時收聽人數達到805,463人。
發行次週，〈Kill This Love〉空降英國單曲排行榜第33名，成為BLACKPINK第3首進榜的單曲，並打破她們與杜娃·黎波合作的單曲〈Kiss and Make Up〉所創下的第36名成績，刷新韓國女歌手排名最高的紀錄。在美國的商業情況，根據尼爾森音樂統計，這首單曲於開週在該國家以1,840萬流媒播放次數、下載量7千次的商業表現，打進《告示牌》百大單曲榜第41名，刷新原先排名最高的〈Ddu-Du Ddu-Du〉的成績，〈Kill This Love〉亦在《告示牌》世界單曲暢銷榜名列第二，單曲於進榜次週躍升1位至第1名，使其成為BLACKPINK第5首冠軍單曲。在韓國本土銷售方面也取得了不錯的商業表現，單曲最高成績曾以55,458,766指數坐落Gaon單曲週榜亞軍之位。

## 排行榜
| 韓國音源榜（2019） | 《Kill This Love》峰值                                        | 《Kill This Love》峰值 | 《Kill This Love》峰值 | 來源   |
| 韓國音源榜（2019） | 實時榜                                                        | 週榜                   | 月榜                   | 來源   |
| --- | ------------------------------------------------------------- | ---------------------- | ---------------------- | ------ |
| Melon | 2                                                             | 3                      | 5                      | [ 33 ] |
| Genie | 2                                                             | 2                      | 5                      | [ 34 ] |
| Bugs | 1                                                             | 1                      |                        | [ 35 ] |
| Mnet | 1                                                             | 1                      | 3                      | [ 36 ] |
| Naver | 1                                                             | 3                      | 6                      | [ 37 ] |
| Soribada | 1                                                             | 2                      | 4                      | [ 38 ] |
| \| - 上標字「2」：兩天或兩週冠軍 - 上標字「3」：三天或三週冠軍 - 上標字「4」：四天或四週冠軍 - 以上以此類推 \| - 「*」：打榜中 - 「/」：未入榜 - 「 」：該段時期未設立排行榜 \| |                                                               |                        |                        |        |
| - 上標字「2」：兩天或兩週冠軍 - 上標字「3」：三天或三週冠軍 - 上標字「4」：四天或四週冠軍 - 以上以此類推                                                                        | - 「*」：打榜中 - 「/」：未入榜 - 「 」：該段時期未設立排行榜 |                        |                        |        |

| - 上標字「2」：兩天或兩週冠軍 - 上標字「3」：三天或三週冠軍 - 上標字「4」：四天或四週冠軍 - 以上以此類推 | - 「*」：打榜中 - 「/」：未入榜 - 「 」：該段時期未設立排行榜 |

| 電視台 | 音樂節目名稱                            | 入榜歌曲           |
| 電視台 | 音樂節目名稱                            | 《Kill This Love》 |
| --- | --------------------------------------- | ------------------ |
| Mnet | M! Countdown                            | /                  |
| KBS2 | 音樂銀行                                | 4                  |
| MBC | Show! 音樂中心                          | 3                  |
| SBS | 人氣歌謠                                | (1)                |
| SBS MTV | THE SHOW                                | /                  |
| MBC Music | Show Champion                           | 5                  |
| \| - 「(1)」：兩星期冠軍 - 「[1]」：三星期冠軍 - 「{1}」：四星期冠軍 \| - 「/」表示未有相關資料 - 「*」：打榜中 \| |                                         |                    |
| - 「(1)」：兩星期冠軍 - 「[1]」：三星期冠軍 - 「{1}」：四星期冠軍                                                  | - 「/」表示未有相關資料 - 「*」：打榜中 |                    |

| - 「(1)」：兩星期冠軍 - 「[1]」：三星期冠軍 - 「{1}」：四星期冠軍 | - 「/」表示未有相關資料 - 「*」：打榜中 |

### 榜單表現
| 榜單（2019年）                           | 峰值 |
| ---------------------------------------- | ---- |
| 阿根廷（阿根廷百大單曲榜）               | 42   |
| 澳大利亚（澳大利亚唱片业协会單曲榜）     | 18   |
| 奥地利（Ö3四十强单曲榜）                 | 45   |
| 比利时佛兰德（Ultratip榜外單曲榜）       | 22   |
| 比利时瓦隆（Ultratip榜外單曲榜）         | 31   |
| 加拿大（加拿大百大單曲榜）               | 11   |
| 捷克（百強數位單曲榜）                   | 26   |
| 愛沙尼亞（國際唱片業協會）               | 9    |
| 芬蘭（《告示牌》芬蘭數位歌曲暢銷榜）     | 9    |
| 法國（法國唱片出版業公會）               | 126  |
| 德國（德國官方榜單）                     | 58   |
| 希臘（國際唱片業協會希臘分會國際單曲榜） | 23   |
| 香港（新城電台）                         | 2    |
| 匈牙利（四十強單曲榜）                   | 7    |
| 匈牙利（四十強串流榜）                   | 12   |
| 愛爾蘭（愛爾蘭唱片音樂協會）             | 30   |
| 日本（《公告牌》百强单曲榜）             | 6    |
| 日本（Oricon綜合單曲榜）                 | 20   |
| 馬來西亞（馬來西亞唱片業協會）           | 1    |
| 荷兰（百强单曲榜）                       | 83   |
| 新西蘭（新西兰唱片音乐协会）             | 24   |
| 葡萄牙（葡萄牙唱片業協會）               | 42   |
| 俄羅斯（Tophit）                         | 17   |
| 蘇格蘭（官方榜單公司單曲榜）             | 40   |
| 斯洛伐克（百強數位單曲榜）               | 22   |
| 韓國（韓國流行音樂百大單曲榜）           | 2    |
| 韓國（Gaon單曲榜）                       | 2    |
| 西班牙（西班牙音樂製作協會）             | 55   |
| 瑞典（瑞典最熱榜）                       | 56   |
| 瑞士（瑞士热门音乐榜）                   | 45   |
| 英國（官方榜單公司單曲榜）               | 33   |
| 美國（《告示牌》百大單曲榜）             | 41   |
| 美國（《告示牌》世界單曲暢銷榜）         | 1    |

| 榜單（2019年）         | 峰值 |
| ---------------------- | ---- |
| 韓國（Gaon單曲榜）     | 4    |
| 韓國（Gaon下載榜）     | 3    |
| 韓國（Gaon串流媒體榜） | 4    |
| 韓國（Gaon背景音樂榜） | 27   |
| 韓國（Gaon手機鈴聲榜） | 17   |

## 獲獎與提名

### 韓國音樂節目
| 節目            | 日期          | 結果 | 來源   |
| --------------- | ------------- | ---- | ------ |
| 人氣歌謠（SBS） | 2019年4月21日 | 獲獎 | [ 81 ] |
| 人氣歌謠（SBS） | 2019年5月26日 | 獲獎 | [ 82 ] |

## 發行歷史
| 地區 | 日期         | 格式                 | 廠牌                                   |
| ---- | ------------ | -------------------- | -------------------------------------- |
| 韓國 | 2019年4月5日 | 數位音樂下載、流媒体 | YG娛樂、YG Plus、Genie音樂、新視鏡唱片 |
| 多國 | 2019年4月5日 | 數位音樂下載、流媒体 | YG娛樂、YG Plus、Genie音樂、新視鏡唱片 |
| 美國 | 2019年5月7日 | 當代流行電台         | 新視鏡唱片                             |